# 波斯尼亚黑粉菌
波斯尼亚黑粉菌（学名：Ustilago bosniaca）是属于黑粉菌目黑粉菌科黑粉菌属的一种真菌，寄生在蓼属植物上。该种分布于中国、哈萨克斯坦、吉尔吉斯斯坦、俄罗斯、瑞士、西班牙、南斯拉夫、罗马尼亚、加拿大、美国等地。